# Ягодинские
Ягодинские — русский дворянский род.
Вёл своё происхождение от комиссара Филиппа Алексеева Ягодинского, был записан по Пензенской губернии. Внесены в Родословную книгу Дворянского собрания по данной губернии в 1793 году.
Выступали также как земские деятели и благотворители: так, Михаил Николаевич Ягодинский (1851—1909) в течение 20 лет возглавлял земскую больницу в Нижнеломовском уезде и активно занимался народным просвещением, а его брат Павел Николаевич (1853—?) был с 1896 года земским начальником, а в 1913—1917 годах — уездным предводителем дворянства. В Нижнеломовском уезде представителями данного рода был организован ряд культурных и благотворитворительных учреждений.

## Описание герба
Щит пересечён. В верхней червлёной части две серебряных соединённых руки. В нижней зелёной части накрест два золотых снопа, поверх вертикально золотой серп.
Над щитом дворянский коронованный шлем. Нашлемник — три страусовых пера: среднее червлёное, крайние — зелёные. Намёт справа червлёный с серебром, слева зелёный с золотом. Герб рода Ягодынских внесен в Часть 20 Общего гербовника дворянских родов Всероссийской империи, стр. 18.
Польские рода Ягодынских (пол. Jagodyński) — гербов Корвин и Слеповрон.